# Cheap Thrills - Giochi perversi
Cheap Thrills - Giochi perversi (Cheap Thrills) è un film del 2013 diretto da E.L. Katz.

## Trama
Craig è un uomo di famiglia come tanti, con una moglie e un figlio appena nato da mantenere. Una mattina Craig viene licenziato dall'officina in cui lavorava, trovandosi così ad essere a corto di soldi per sé e per i suoi familiari. Per consolarsi si dirige in un bar, dove incontra Vince, un suo amico di lunga data. L'attenzione dei due però viene attratta da una coppia di milionari eccentrici in un angolo del bar, che si divertono a scommettere centinaia di dollari su qualsiasi cosa venga loro in mente. Craig e Vince decidono quindi di avvicinarli, nella speranza di vincere alcune delle loro scommesse. Quelle che però all'inizio sembrano innocenti sfide, si trasformano ben presto in macabre e sempre più violente scommesse. I due amici decidono però di accettarle tutte, nella speranza di vincere la scommessa finale di 250.000 dollari.

## Distribuzione
Il film è stato distribuito in DVD e Bluray, negli Stati Uniti d'America, il 27 maggio 2014. In Italia Cheap Thrills è distribuito da Movies Inspired.